# فرودگاه سلطان اسماعیل پترا
فرودگاه سلطان اسماعیل پترا (به انگلیسی: Sultan Ismail Petra Airport) یک فرودگاه همگانی مسافربری با کد یاتا KBR است که یک باند فرود آسفالت دارد و طول باند آن ۲۴۰۰ متر است. این فرودگاه در کشور مالزی قرار دارد و در ارتفاع ۵ متری از سطح دریا واقع شده است.

## نگارخانه

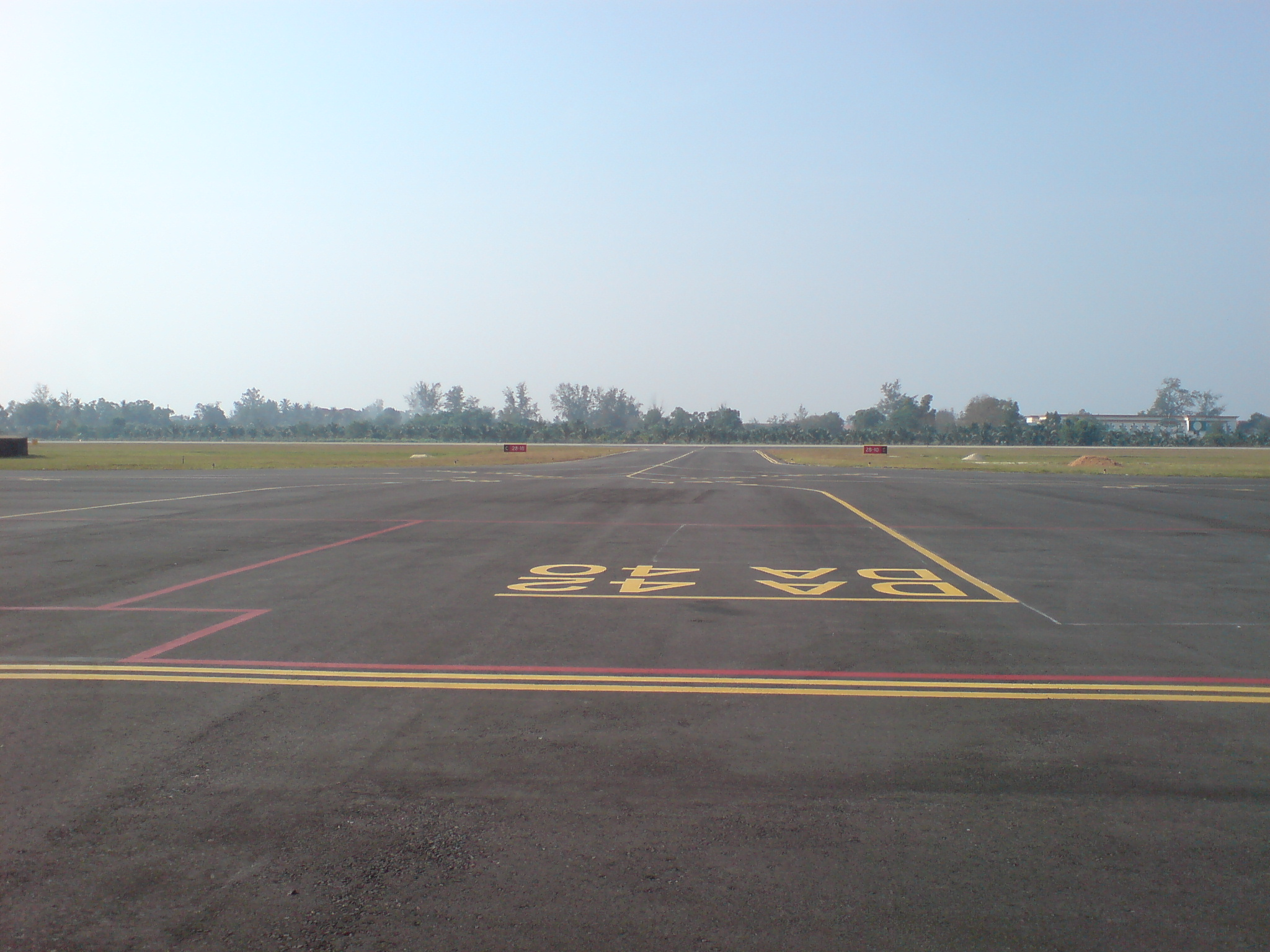
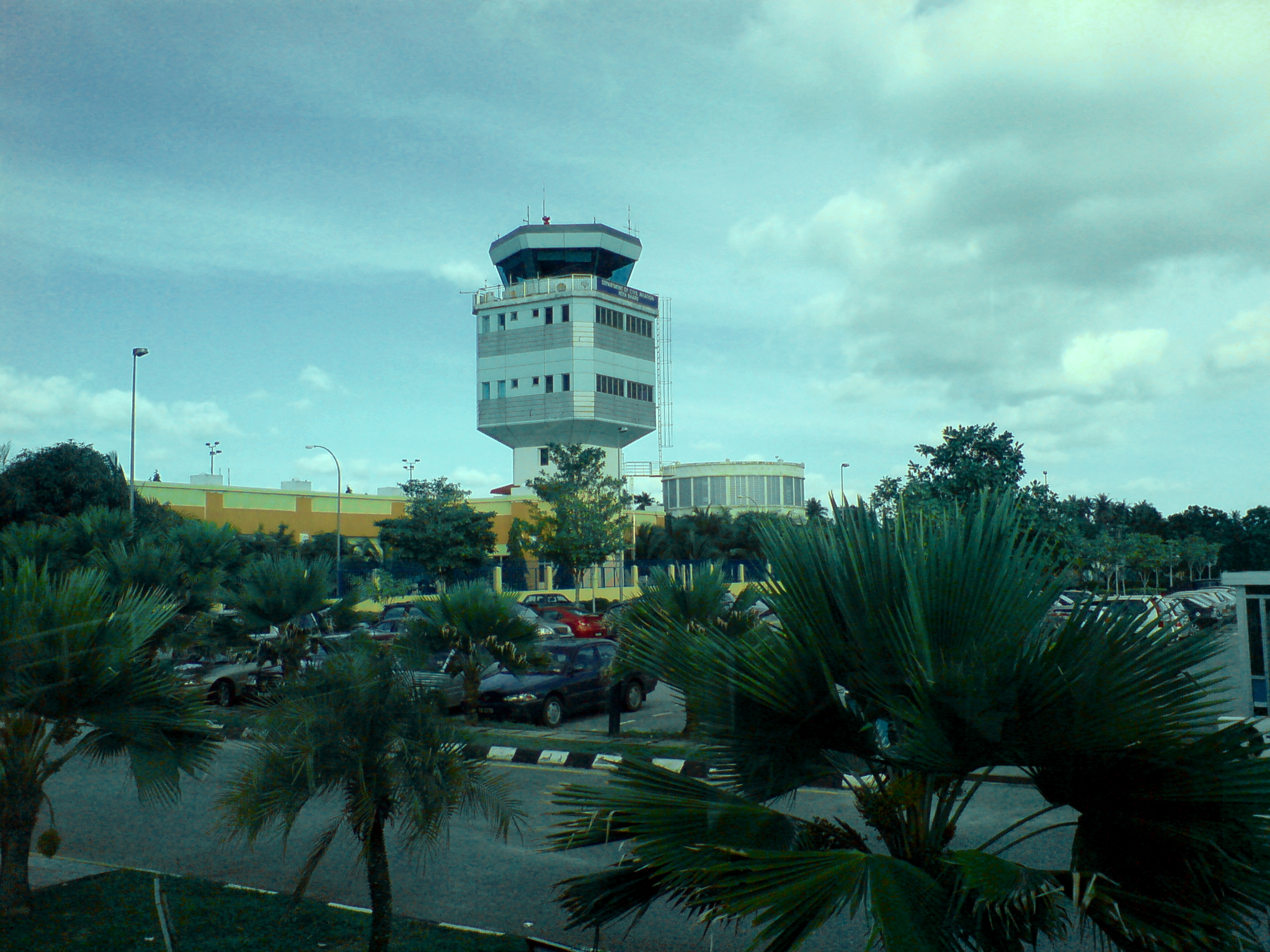
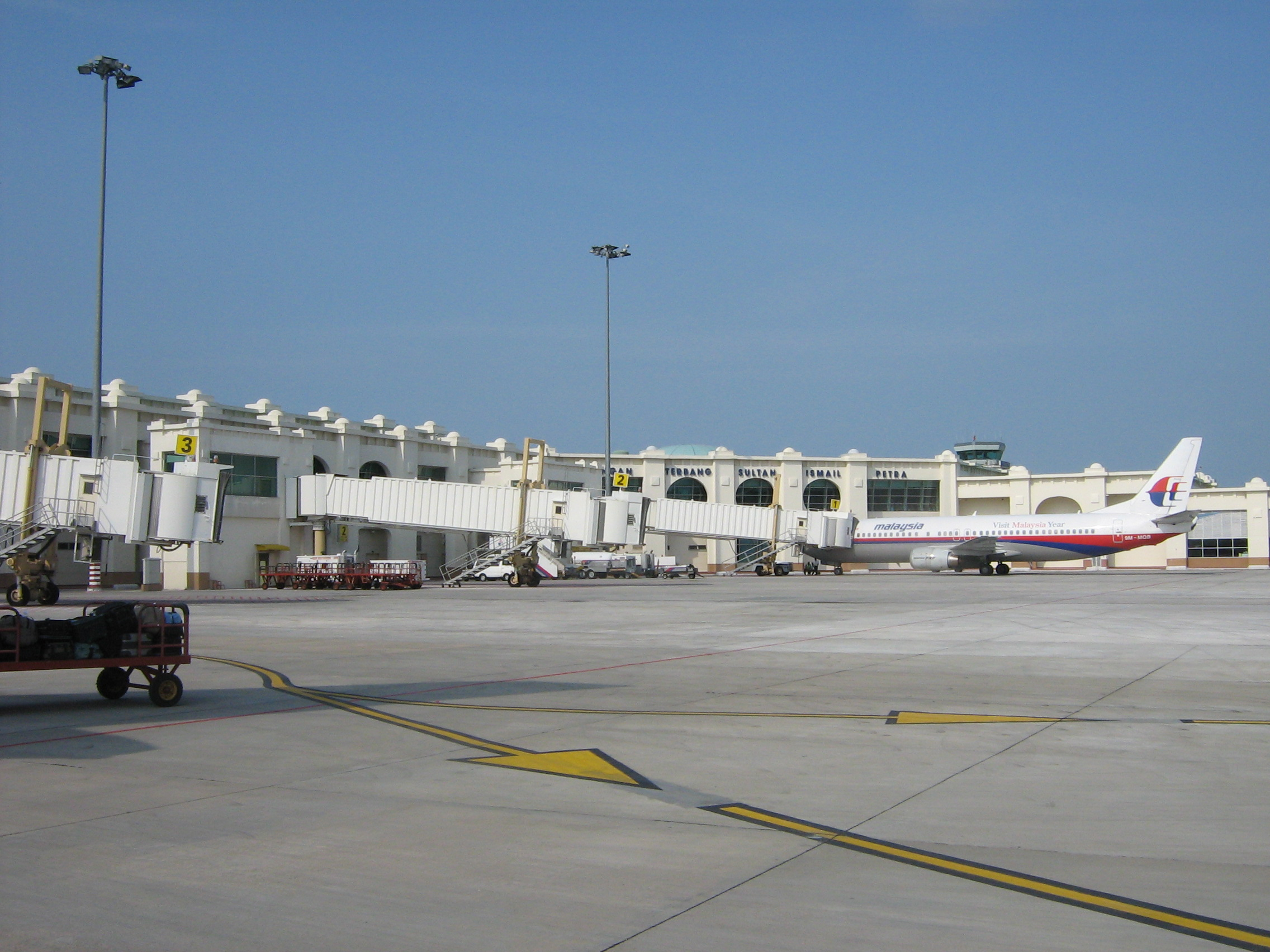

## شرکت‌های هواپیمایی و مقصدهای پروازی
| شرکت‌های هواپیمایی | مقصدهای پروازی                     |
| ----------------- | ---------------------------------- |
| ایرآسیا           | کوتا کینابالو، کوالالامپور، کوچینگ |
| Firefly           | سلطان عبدالعزیز شاه، پنانگ         |
| مالزی ایرلاینز    | کوالالامپور                        |
| مالیندو ایر       | کوالالامپور، سلطان عبدالعزیز شاه   |